# غريغ دبليو. هاريس
غريغ دبليو. هاريس (بالإنجليزية: Greg Harris)‏ هو لاعب كرة قاعدة أمريكي، ولد في 1 ديسمبر 1963 في غرينزبورو في الولايات المتحدة.

## وصلات خارجية
- غريغ دبليو. هاريس على موقعبيزبول رفرنس.كوم (الدوري الرئيسي) (الإنجليزية)
- غريغ دبليو. هاريس على موقع مشجعي الرسوم البيانية (الإنجليزية)